# 鼻緒

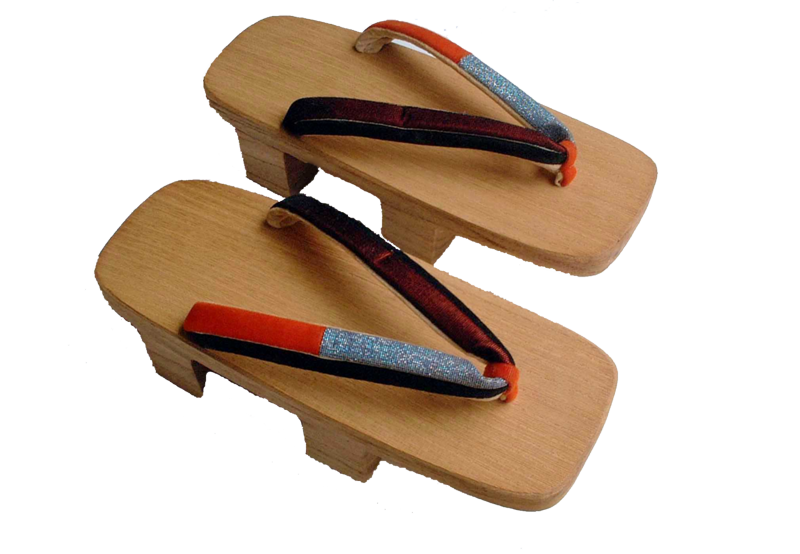
下駄。狭義では、足の両側に渡る横緒を、つま先側の前壺に固定する短い前緒が鼻緒であり、広義ではそれらすべての緒全体を指して鼻緒という。

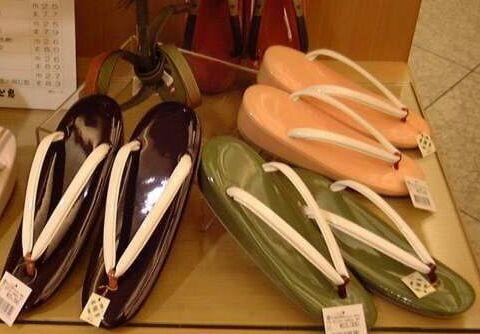
草履。いずれも白い横緒に、茶色の前緒＝鼻緒が付けられている。

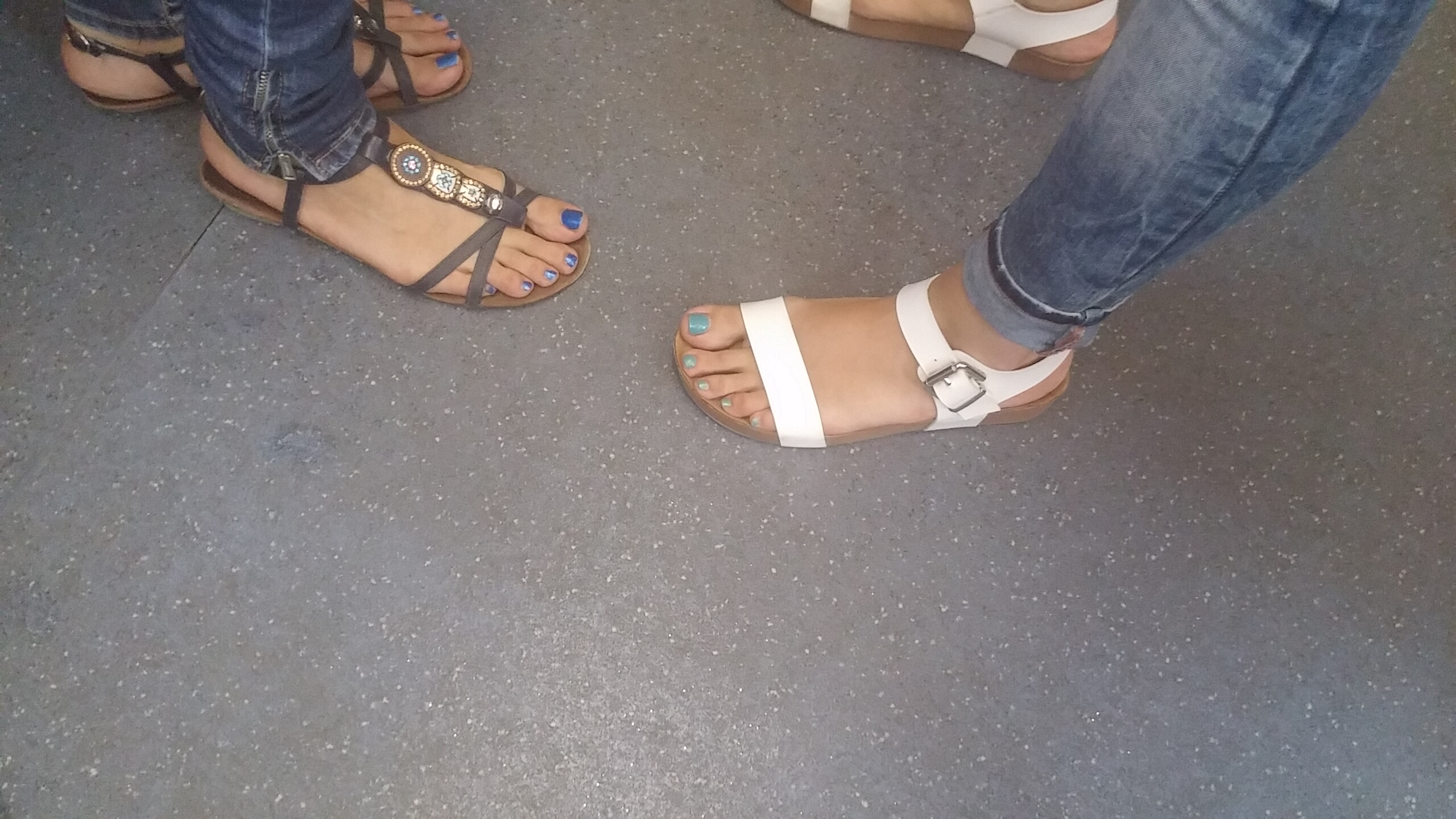
西洋由来の女性用サンダル。左は鼻緒にあたるトング (thong) のあるタイプ、右は横緒のみで鼻緒のないタイプ。いずれも踵の部分を別の方法で固定している

鼻緒（はなお）は、下駄や草履などの履物を足に固定する仕組みで、狭義では前緒、すなわち履物の爪先側に穿たれた前壺にすげて、履物の両側に渡された横緒を固定する紐状ないし帯状の緒を指す。転じて、より広い意味では横緒も含めた緒全体を指すようになり、さらに西洋起源の履物としてのトングサンダルなどの同様の仕組みについても鼻緒という言い方が用いられる。
穴が3つ穿たれた下駄は、古墳時代の遺物にも見出されるが、それがどのように緒をかけていたかは判然としていない。平安時代末期に描かれた絵には、鼻緒のある下駄が描かれている例がある。概ね平安時代までの日本では、下駄の緒として1本の紐を両側とつま先側の合わせて3つの穴すべてに通して用いていたとされる。鎌倉時代になると鼻緒がなく太い横緒だけがある「尻切（しきれ）」、「緒太（おぶと）」と称された草履が普及した。その後、両側に渡した横緒に、鼻緒＝前緒を掛けて前壺にすげるようになり、さらに江戸時代末期に横緒と鼻緒＝前緒を一体化させたものが普及して、緒全体が鼻緒と称されるようになったという。
また、装飾的な意匠を施したものなどに、花緒の字を当てることもある。

## 機能性
鼻緒は足の親指と人差し指の間に挟む形になるが、付け根の股に近すぎるところまで深く履くと、履いているうちに痛くなったり擦り傷ができたりすることがある（鼻緒ズレ）。これを防ぐ意味でも、草履や下駄の場合、足指の股と鼻緒の間に指一本が入る程度の少し浅目の足入れで履くのが良いと言われる。
幼少期に、鼻緒の付いた履物を用いることには効用があるとされており、土踏まずの形成や、浮き趾、足圧分布、姿勢の改善に効果があるとも言われている。
鼻緒で足に固定する履物を履いての自動車の運転操作は、それだけで道路交通法等に触れるわけではないが、都道府県条例などは、鼻緒が切れる恐れのある状態や、靴下を履いたまま鼻緒のある履物で運転することを事実上禁じている。